# Анет Бенинг
Анет Карол Бенинг (енгл. Annette Carol Bening; Топика, 29. мај 1958) је америчка глумица.

## Филмографија
| Улоге Анет Бенинг |                         |               |                          | |
| Година            | Српски назив            | Изворни назив | Улога                    | Напомена |
| 1987.             | Пороци Мајамија         |               | Вики                     | Епизода: |
| 1987.             | Паметњаковић            |               | Карен Лиланд/Малој       | Епизода: |
| 1988.             | Таоци                   |               | Џил                      | ТВ филм |
| 1988.             | Велико пространство     |               | Кејт Крејг               | |
| 1989.             | Валмон                  |               | Мертеј                   | |
| 1990.             | Разгледнице из пакла    |               | Евелин Ејмс              | |
| 1990.             | Преваранти              |               | Мира Лентри              | Награда Националног удружења филмских критичара за најбољу глумицу у споредној улози номинација — Оскар за најбољу глумицу у споредној улози номинација — БАФТА за најбољу глумицу у споредној улози |
| 1991.             | Сумњив, дакле крив      |               | Рут Мерил                | |
| 1991.             | Старање о Хенрију       |               | Сара Тернер              | |
| 1991.             | Багзи                   |               | Вирџинија Хил            | номинација — Златни глобус за најбољу главну глумицу у играном филму (драма) |
| 1994.             | Љубавна афера           |               | Тери Макеј               | |
| 1995.             | Ричард III              |               | Елизабета Вудвил         | |
| 1995.             | Амерички председник     |               | Сидни Елен Вејд          | номинација — Златни глобус за најбољу главну глумицу у играном филму (мјузикл или комедија) |
| 1996.             | Марс напада             |               | Барбара Ланд             | |
| 1998.             | Опсада                  |               | Елиз Крафт/Шерон Бриџер  | |
| 1999.             | У сновима               |               | Клер Купер               | |
| 1999.             | Америчка лепота         |               | Каролин Бернам           | БАФТА за најбољу глумицу у главној улози Награда Удружења филмских глумаца за најбољу глумицу у главној улози Награда Удружења филмских глумаца за најбољу филмску поставу номинација — Оскар за најбољу главну женску улогу номинација — Златни глобус за најбољу главну глумицу у играном филму (драма) номинација — Награда Сателит за најбољу глумицу у главној улози номинација — Награда Удружења интернет филмских критичара за најбољу главну женску улогу |
| 2000.             | С које си планете?      |               | Сузан Андерсон           | |
| 2000.             | Деца слободе            |               | Абигејл Адамс (глас)     | ТВ серија, 5 епизода |
| 2003.             | Без заклона             |               | Су Барлоу                | номинација — Награда Сателит за најбољу глумицу у споредној улози |
| 2004.             | Као Јулија              |               | Јулија Ламберт           | Златни глобус за најбољу главну глумицу у играном филму (мјузикл или комедија) Награда националног филмског савеза САД за најбољу женску улогу Награда Сателит за најбољу главну женску улогу у мјузиклу или комедији номинација — Оскар за најбољу главну женску улогу номинација — Награда Удружења филмских глумаца за најбољу глумицу у главној улози номинација — Награда Удружења телевизијских филмских критичара за најбољу глумицу у главној улози номинација — Награда Удружења бостонских филмских критичара за најбољу главну женску улогу |
| 2005.             | Госпођа Харис           |               | Џин Харис                | ТВ филм номинација — Награда Еми за најбољу главну глумицу у мини-серији или ТВ филму номинација — Златни глобус за најбољу глумицу у мини-серији или ТВ филму |
| 2006.             | Како преживети младост  |               | Дирдри Бароуз            | номинација — Златни глобус за најбољу главну глумицу у играном филму (мјузикл или комедија) номинација — Награда Сателит за најбољу главну женску улогу у мјузиклу или комедији |
| 2006.             | Уживо суботом увече     |               | домаћин                  | епизода: Анет Бенинг/Гвен Стефани и Ејкон |
| 2009.             | Мајка и дете            |               | Силви Фаулер             | |
| 2010.             | Клинци су у реду        |               | др Никол Олгуд           | Златни глобус за најбољу главну глумицу у играном филму (мјузикл или комедија) Награда Удружења њујоршких филмских критичара за најбољу глумицу номинација — Оскар за најбољу главну женску улогу номинација — БАФТА за најбољу глумицу у главној улози номинација — Награда Удружења филмских глумаца за најбољу глумицу у главној улози номинација — Награда Удружења филмских глумаца за најбољу филмску поставу номинација — Награда Спирит за најбољу глумицу у главној улози номинација — Награда Удружења телевизијских филмских критичара за најбољу глумицу у главној улози номинација — Награда Удружења бостонских филмских критичара за најбољу главну женску улогу номинација — Награда Сателит за најбољу главну женску улогу у мјузиклу или комедији номинација — Награда Удружења интернет филмских критичара за најбољу главну женску улогу |
| 2012.             | Руби Спаркс             |               | Гертруд                  | |
| 2012.             | Џинџер и Роза           |               | Меј Бела                 | |
| 2012.             | Девојка којој је суђено |               | Зелда                    | |
| 2013.             | Лице љубави             |               | Ники                     | |
| 2014.             | Потрага                 |               | Хелен                    | |
| 2015.             | Дени Колинс             |               | Мери Синклер             | |
| 2019.             | Капетан Марвел          |               | др Венди Лосон / Мар-Вел | |
| 2022.             | Смрт на Нилу            |               | Еуфимија Буч             | |